# Elizabeth Odio Benito
Elizabeth Odio Benito (Puntarenas, 15 september 1939) is een Costa Ricaans rechtsgeleerde en politicus. Ze was enkele malen minister en van 1998 tot 2002 vicepresident van het land. Verder was ze van 1993 tot 1998 rechter in het Joegoslavië-tribunaal en van 2003 tot en met 2012 in het Internationale Strafhof. Momenteel - 2016 -2021 - is ze lid van het Inter-Amerikaans Hof voor de Rechten van de Mens.

## Levensloop
Odio sloot in 1964 haar studie rechten af aan de Universiteit van Costa Rica. Vervolgens was ze hier werkzaam als docent en vanaf 1986 als hoogleraar. Daarnaast diende ze als gasthoogleraar aan verschillende instellingen in Europa en de Verenigde Staten. Van 1978 tot 1982 en van 1990 tot 1994 was ze Minister van Justitie en van 1998 tot 2002 vicepresident en Minister van Milieu en Energie.
Van 1993 tot 1998 was ze rechter in het Joegoslavië-tribunaal in Den Haag, waarbij ze van 1993 tot 1995 vicepresident was. Van 2000 tot 2013 was ze lid van het Permanente Hof van Arbitrage. Sinds de start van het Internationale Strafhof in 2003 tot 2012 was ze rechter van de Strafkamer van het Hof en van 2003 tot 2006 tevens een van de twee vicepresidenten. Ze werd onderscheiden met een eredoctoraat van de St. Edward’s-universiteit in Austin.
- Catàleg d'autoritats de noms i títols de Catalunya: 981058518200106706
- Gemeinsame Normdatei: 1157284604
- International Standard Name Identifier: 0000 0000 8447 9098
- Library of Congress Control Number: n88653224
- Nationale Bibliotheek van Tsjechië: jo20221167118
- Nationale Bibliotheek van Israël: 987007286180905171
- Nederlandse Thesaurus van Auteursnamen: 097472190
- Istituto Centrale per il Catalogo Unico: UFIV087730
- Système universitaire de documentation: 056841299
- Virtual International Authority File: 43422574
- WorldCat: E39PBJqbq6Kt4HygQ6WhR6hT73